# Nicolas Piquemal
Pour les articles homonymes, voir Piquemal.
Pas d'image ? Cliquez ici

a Compétitions nationales et continentales officielles uniquement.

b Matchs officiels uniquement.
Dernière mise à jour le 17 mai 2011.
Nicolas Piquemal, né le 21 décembre 1981 à Perpignan, est un joueur français de rugby à XIII qui évolue au poste d'ailier.

## Biographie
Formé à l'école de Saint-Paul-de-Fenouillet, il devient champion de fédérale avec ce club en 2001. Ses qualités d'explosivité et de vitesse sont remarquées, il part ensuite à l'Union treiziste catalane et évoluera en espoir et en championnat de France Élite 2. En 2004, il s'engage alors avec le club de Pia XIII, et signe un doublé Coupe de France et championnat de France Élite avec le club catalan en 2006 et 2007. Il est recruté en 2009 par le FC Lézignan et son coach Aurélien Cologni. Il signe encore deux doublés coupe-championnat sous le maillot lézignanais en 2010 et 2011 soit un total de 4 doublés. Il est également sélectionné en équipe de France avec qui il participe à un match du tournoi des Quatre Nations 2009.

## Palmarès
- Vainqueur de la Coupe de France Lord Derby en 2006, 2007, 2010 et 2011
- Vainqueur du championnat de France Élite en 2006, 2007, 2010 et 2011
- Vainqueur du championnat de France fédérale 2001